# Teatro por la Identidad
Teatro por la identidad (también identificado como TeatroXlaIdentidad o TXI) es una asociación sin fines de lucro constituida como un movimiento teatral de actores, dramaturgos, directores, coreógrafos, técnicos y productores que se inscribe dentro del marco del teatro político. Teatro por la Identidad nació de la necesidad de articular mecanismos de defensa contra el delito de apropiación de bebes y niños durante la última dictadura militar, y la sustitución de sus identidades de un modo organizado y sistemático. Fundado en el año 2000, se constituye como uno de los brazos artísticos de la organización Abuelas de Plaza de Mayo, respaldando su misión de identificar a aquellos jóvenes que aún tienen su identidad cambiada a través del uso de la actuación para sostener la memoria y encontrar la verdad.

## Misión
La labor de Teatro por la Identidad incluye, distintas estrategias de difusión y actividades con organismos de Derechos Humanos y entidades afines públicas o privadas.  Otra actividad realizada por la organización que se continua hasta la actualidad fue tener presencia en salas de teatro con la lectura de la carta: “Hoy todos somos teatroxlaidentidad”. Las obras montadas se seleccionan a partir de una convocatoria de textos evaluada por un jurado en las categorías "Concurso de textos teatrales", "Micromonólogos" y "Obras estrenadas". Estos ciclos se han montado tanto en teatros comerciales como en salas independientes, acompañados en varias ocasiones por grandes figuras mediáticas de la escena nacional.

## Ciclos
Desde su creación en el año 2000 se han realizado ininterrumpidamente 18 ciclos anuales de Teatro por la Identidad, partiendo en sus comienzos con obras en la Ciudad Autónoma de Buenos Aires y el gran Buenos Aires, hasta la puesta de obras a nivel nacional e internacional en el marco de los ciclos "TXI Itinerante". La llegada de Teatro por la Identidad a diversas partes del territorio nacional se logró gracias al trabajo conjunto con distintas Secretarías de Derechos Humanos, de Cultura y Educación de más de 15 provincias Argentinas y comenzando a realizar funciones en escuelas de nivel medio de todo el país. Txi ha ofrecido Seminarios y cursos en diversos lugares de la Argentina, como el Ciclo Teatroxlaidentidad Rosario y el Museo de la Memoria, de la Secretaría de Cultura y Educación Municipalidad de Rosario.
En 2008 se realizó el primer Encuentro Internacional por la Identidad, llevado a cabo junto con Uruguay y España, el cual constó de un festival multitudinario en el que participaron decenas de elencos de los “txi” del país y del exterior. En 2010, para celebrar la década de trabajo desde la organización, el ciclo anual se acompañó con un festejo realizado en el Centro Cultural Konex en donde se presentaron bandas musicales. En 2012, convocado por el Ministerio de Seguridad, txi organiza la realización de obras en organismos de seguridad: Gendarmería, Policía Federal y diversas instituciones más. En este mismo año también se incluye la realización de Improxlaidentidad y Clownxlaidentidad. A partir de 2013 se cuenta con mecenazgo por parte del Gobierno de la Ciudad de Buenos Aires, lo que permite realizar el día de Teatroxlaidentidad, transmitido en vivo por la tv pública desde el Centro Cultural Konex y con la presencia de Abuelas de Plaza de Mayo, figuras de renombre del medio teatral, nietos recuperados y cantantes participantes en un festival musical abierto al público. Los ciclos continúan hasta la actualidad, incluyéndose en 2018 la puesta de obras en conmemoración al Día Nacional del Derecho a la Identidad.

## Publicaciones
Las obras de Teatro por la identidad se han publicado en diversos libros a través de los años, primero en un volumen colectivo mediante la Editorial Eudeba, recopilando las obras teatrales del Ciclo inicial 2001, luego en 2005 por el Ministerio de Educación, Ciencia y Tecnología y, en 2007 junto con un CD documental relatando la historia de la organización. Asimismo, en 2015 se editó un nuevo libro recopilando las obras de los ciclos 2012-2013-2014, publicado por el Ministerio de Educación de la Nación.

## Comisión de Dirección
En términos generales, la comisión directiva se encarga de diseñar, planificar, presupuestar y concretar las actividades centrales de teatroxlaidentidad, como así también gestionar convenios institucionales con organismos de Derechos Humanos y otras entidades afines públicas o privadas. 
La Comisión actual está integrada por:
Raquel Albéniz - Mathias Carnaghi - Susana Cart - Amancay Espíndola - Cristina Fridman - Patricia Ianigro - Eugenia Levín - Julieta Rivera López - Luis Rivera López - Mónica Scandizzo - Mauro Simone - Andrea Marina Villamayor.

## Premios
A lo largo de su amplia trayectoria, Teatro por la Identidad recibió los siguientes premios:
- Mención Especial A.C.E. (Asoc. Críticos del Espectáculo) - 2015
- Mención de la 20º Feria del Libro 2015 de Capitán Sarmiento - 2015
- Mención Especial - Premio Konex de Plantino - 2011
- Premio Dionisios otorgado por la UNESCO - 2009
- Mención 8 de Marzo "Margarita Ponce" UMA - 2008
- Diploma de honor del Honorable Senado de la Nación. (Com. de Cultura, Ciencia y Técnica.) - 2006
- Declarado de interés cultural por la Legislatura de la C.A.B.A. - 2006
- Mención Pablo Podestá. Asociación Argentina de Actores. - 2006
- Fundación Alicia Moreau de Justo. Por el aporte a la comunidad. - 2003
- Mención especial A.C.E. (Asoc. Críticos del Espectáculo) - 2003
- Premio Teatro del Mundo - Centro Cultural Rojas - UBA - 2002
- Mención especial Premios "María Guerrero" - Teatro Nacional Cervantes - 2002
- Premio Trinidad Guevara a la labor teatral - G.C.B.A. - 2001[7]